# Kabáty
Kabáty jsou vesnice, součást města Jílové u Prahy v okrese Praha-západ. Nachází jižně od Jílového u Prahy, podél Jílovského potoka a silnice II/105 vedoucí od Jílového přes Kabáty do Borku (a dále na Kamenný Přívoz a Neveklov), a při pravém břehu Chotouňského potoka, proti Borku. Je zde evidováno 344 adres, z toho 72 budov s čísly popisnými a 272 budov s čísly evidenčními. K místní části patří kromě vlastní vesnice též dvůr Včelní Hrádek (č. p. 1) a chatové oblasti, například v oblasti Na Hrádku poblíž Včelního Hrádku, podél cesty souběžné se silnicí 105 a v oblasti Na Vráži. V horní části Kabátů stojí Podměstský mlýn (č. p. 71), v dolní části při Jílovském potoce Obecní mlýn (č. p. 25).

## Historie
První písemná zmínka o vesnici pochází z roku 1884.

## Doprava
Souběžně s údolím Chotouňského potoka vede přes Kabáty železniční trať, tzv. Posázavský pacifik, na níž se nachází poblíž nadjezdu silnice 105 železniční stanice Jílové u Prahy. Poblíž nádraží se na silnici II/105 nachází zastávka autobusů, která nyní nese název „Jílové u Prahy, Borek“, ačkoliv se nachází na území Kabátů. Horní část Kabátů projíždějí autobusové linky bez zastávky. Jezdí a staví zde vybrané prodloužené spoje linky PID č. 332 (Veolia Transport Praha) a dále linky SID E54, E57, E90 (vše ČSAD Benešov) a E96 (Veolia Transport Praha). Autobusové spojení je celotýdenní, například i v sobotu a v neděli odtud jede směrem na Jílové denně 11 spojů, z toho 9 až 10 přímo až do Prahy.
Kabáty jsou oblíbených výchozím místem pro výletníky do okolních posázavských lesů, zčásti spadajících do přírodního parku Střed Čech. V blízkém Borku je rozcestí několika turistických značených cest směřujících na sever až východ, od jílovského nádraží vedou žluté značky na Včelní Hrádek, Studené a do Kocourského údolí u Žampachu, kde je vysoký kamenný viadukt a dvě turisticky zpřístupněné zlatokopné štoly, zeleně značená vede kolem Chotouňského potoka na Žampach a pak podél Sázavy do Kamenného Přívozu.
V bývalém parku u Včelního Hrádku jsou dva památné stromy (buk lesní červenolistý a jírovec maďal), památná lípa malolistá stojí v Borku-Vráži u viaduktu, u severní části území Kabátů. (Viz seznam.)
Nejvyššími místy oblasti Kabátů je kóta 403 m n. m. nad Včelním Hrádkem poblíž Horního Studeného (vyhlídka U dvou křížků) a Boží skála (413 m n. m.) nad Vráží, mezi Kabáty a Jílovým, s výhledem do všech stran.

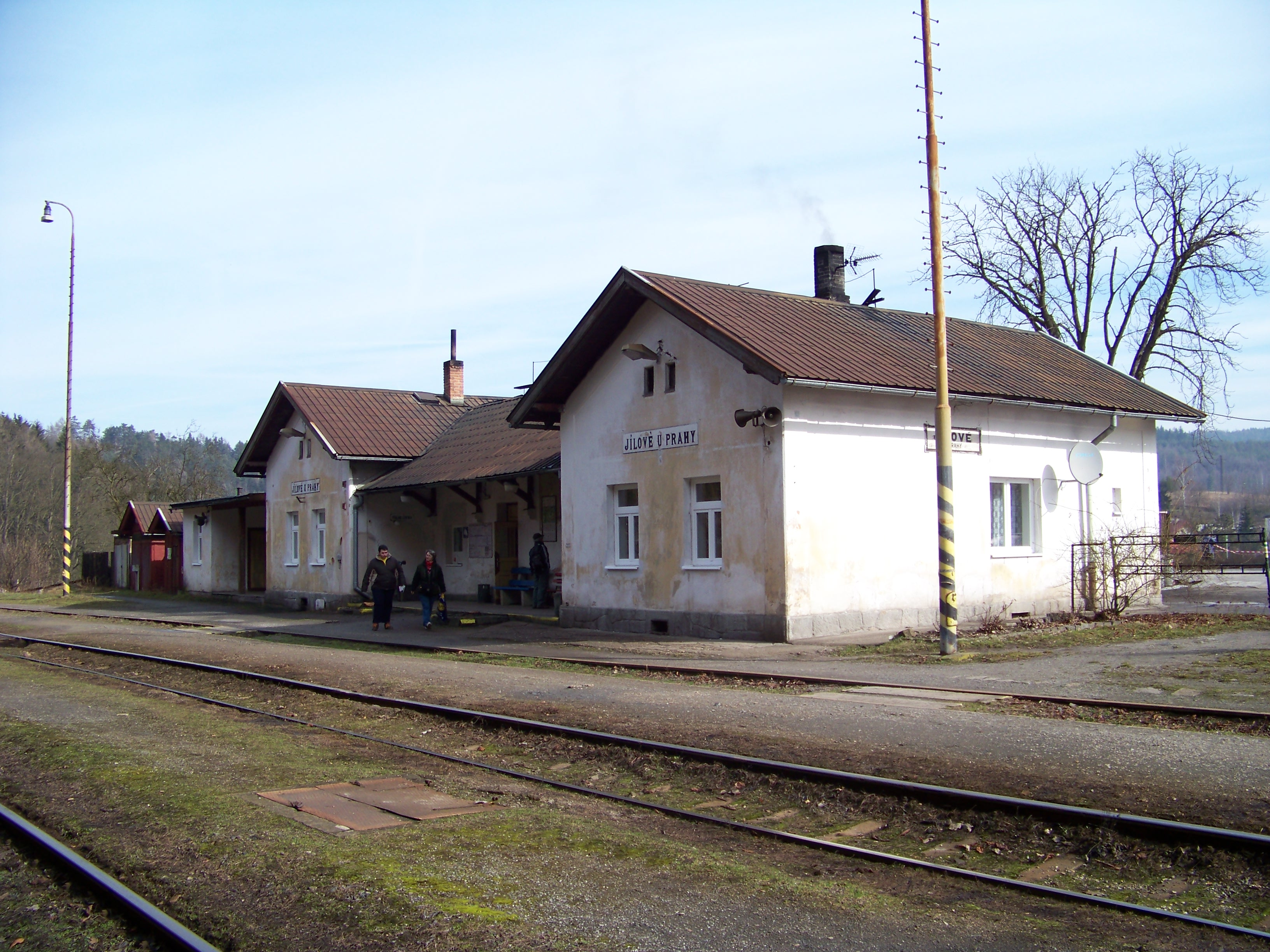
Nádraží Jílové u Prahy
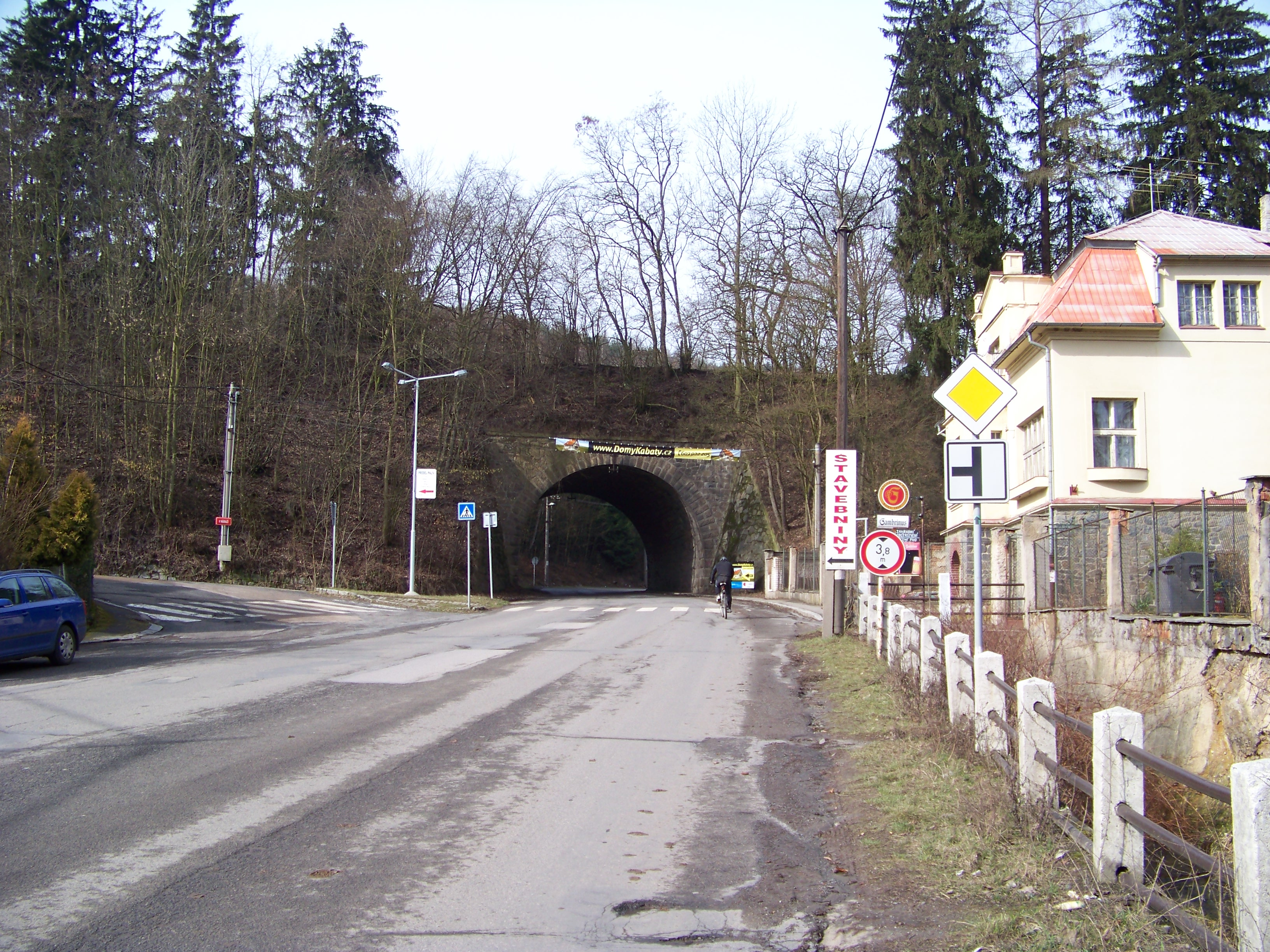
Podjezd silnice II/105 pod železniční tratí
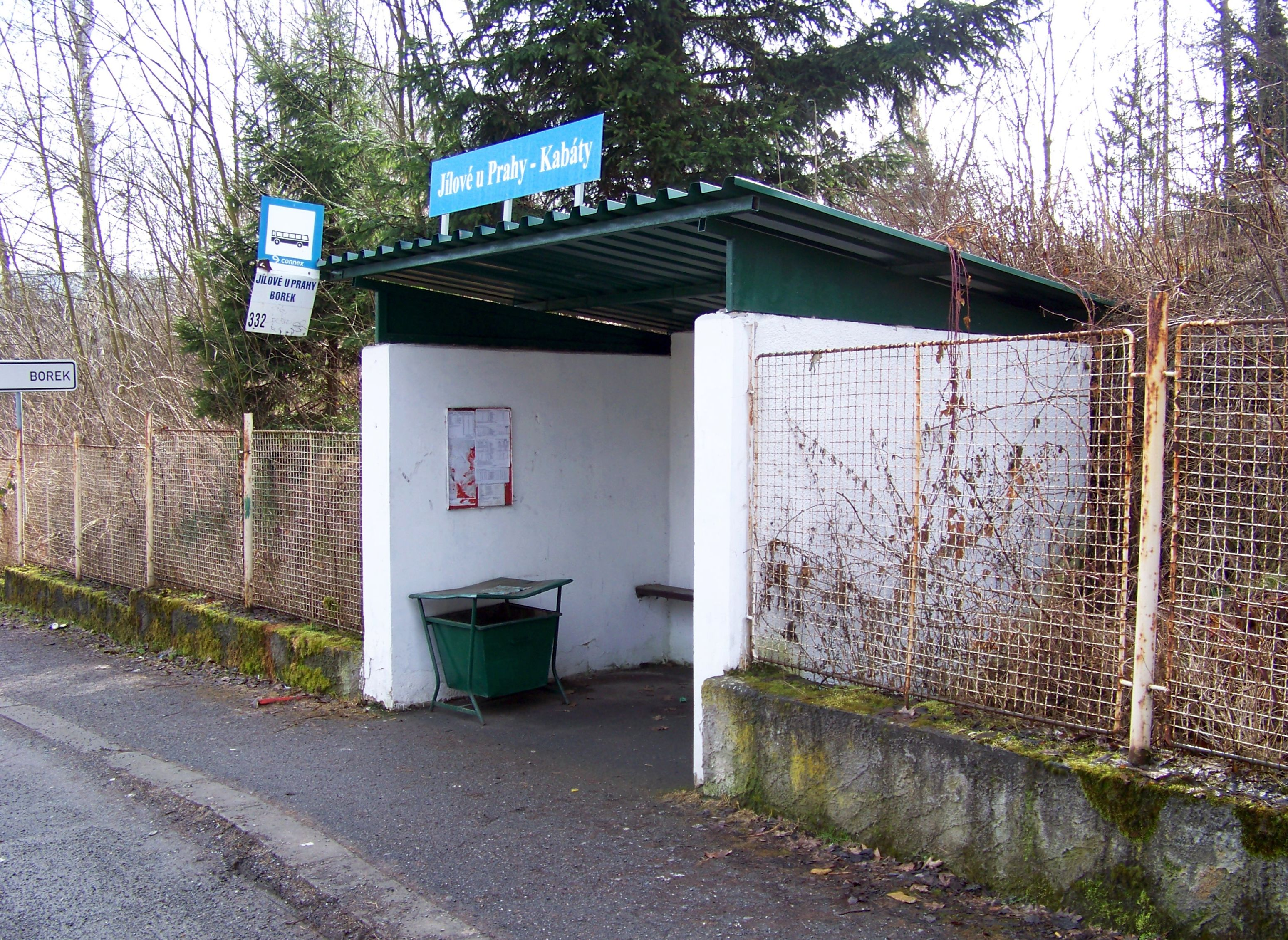
Autobusový přístřešek